# العلاقات الأوغندية الروسية
العلاقات الأوغندية الروسية هي العلاقات الثنائية التي تجمع بين أوغندا وروسيا.

## مقارنة بين البلدين
هذه مقارنة عامة ومرجعية للدولتين:
| وجه المقارنة                                              | أوغندا                        | روسيا                                   |
| --------------------------------------------------------- | ----------------------------- | --------------------------------------- |
| المساحة (كم2)                                             | 241.04 ألف                    | 17.08 مليون                             |
| عدد السكان (نسمة)                                         | 42.86 مليون                   | 146.80 مليون                            |
| الكثافة السكانية (ن./كم²)                                 | 177.81                        | 8.59                                    |
| العاصمة                                                   | كامبالا                       | موسكو                                   |
| اللغة الرسمية                                             | لغة إنجليزية، اللغة السواحلية | اللغة الروسية                           |
| العملة                                                    | شيلينغ أوغندي                 | روبل روسي                               |
| الناتج المحلي الإجمالي (بليون دولار)                      | 25.89 مليار                   | 1.58 تريليون                            |
| الناتج المحلي الإجمالي (تعادل القوة الشرائية) بليون دولار | 72.25 مليار                   | 3.69 تريليون                            |
| الناتج المحلي الإجمالي الاسمي للفرد دولار أمريكي          | 705                           | 9.09 ألف                                |
| الناتج المحلي الإجمالي للفرد دولار أمريكي                 | 1.77 ألف                      |                                         |
| مؤشر التنمية البشرية                                      | 0.483                         | 0.798                                   |
| رمز المكالمات الدولي                                      | +256                          | +7                                      |
| رمز الإنترنت                                              | .ug                           | .ru، .рф، .рус ‏، .su                    |
| المنطقة الزمنية                                           | ت ع م+03:00                   | Magadan Time ‏، ت ع م+02:00، ت ع م+12:00 |

## منظمات دولية مشتركة
يشترك البلدان في عضوية مجموعة من المنظمات الدولية، منها:
| علم المنظمة | اسم المنظمة                        | تاريخ انضمام أوغندا | تاريخ انضمام روسيا |
| ----------- | ---------------------------------- | ------------------- | ------------------ |
|             | مؤسسة التنمية الدولية              | 27 سبتمبر 1963      | 16 يونيو 1992      |
|             | يونسكو                             | 9 نوفمبر 1962       | 21 أبريل 1954      |
|             | مؤسسة التمويل الدولية              | 27 سبتمبر 1963      | 12 أبريل 1993      |
|             | منظمة حظر الأسلحة الكيميائية       | ?                   | ?                  |
|             | الأمم المتحدة                      | 25 أكتوبر 1962      | 24 أكتوبر 1945     |
|             | الاتحاد الدولي للاتصالات           | 8 مارس 1963         | 1866               |
|             | منظمة الشرطة الجنائية الدولية      | ?                   | 27 سبتمبر 1990     |
|             | البنك الدولي للإنشاء والتعمير      | 27 سبتمبر 1963      | 16 يونيو 1992      |
|             | الاتحاد البريدي العالمي            | ?                   | ?                  |
|             | وكالة ضمان الاستثمار متعدد الأطراف | 10 يونيو 1992       | 29 ديسمبر 1992     |
|             | منظمة التجارة العالمية             | ?                   | 22 أغسطس 2012      |
|             | الفريق المعني برصد الأرض           | ?                   | ?                  |

## وصلات خارجية
- موقع وزارة الخارجية الأوغندية
- موقع وزارة الخارجية الروسية